# Семёнов, Виктор Георгиевич
Виктор Георгиевич Семёнов (29 января 1915, ст. Иннокентьевская Канского уезда Енисейской губернии — 16 ноября 1975, Москва) — советский футболист. Один из сильнейших центрфорвардов довоенного футбола. Чемпион III Летней Рабочей Олимпиады в Антверпене (1937, Бельгия).

## Карьера
Воспитанник юношеской команды АМО (Москва). Начал карьеру во взрослой команде АМО (Москва) в сезоне 1931 года. Далее перешёл в клубную команду московского завода Динамо, где тоже проиграл всего один сезон 1932 года. Следующая команда в карьере была ЗиС (Москва), там Виктор Георгиевич Семёнов проиграл с 1933 года и поучаствовав в первом чемпионате СССР 1936 года уже осень перешёл в московское Торпедо. В начале следующего чемпионата перешёл в команду московского «Спартака», где играл вплоть до начала Великой Отечественной войны (1941). В 1941—1942 сезонах играл за московские Крылья Советов и команду завода им. Молотова. С 1943 по 1947 года игрок московского «Спартака». Сыграл за клуб более 117 матчей (точное количество неизвестно)..

## Достижения (футбол)
- Чемпион СССР (1938, 1939)
- Победитель Кубка СССР (1938, 1939, 1946, 1947)
- Серебряный призёр чемпионата СССР (1937)
- Бронзовый призёр чемпионата СССР (1940)
- Победитель III Всемирной рабочей Олимпиады в Антверпене (1937)
- Победитель рабочего Кубка Мира в Париже (1937)
- Участник матчей со сборной Басконии (1937)